# Kvartet (skladba)
Kvartet je označení pro hudební dílo, které je napsáno pro čtyři muzikanty. Nejčastější formou kvartetu je smyčcový kvartet, tj. skladba napsaná pro dvoje housle, violu a violoncello. Smyčcové kvartety patří mezi základní typy komorních skladeb a jako takovým se jim věnuje velké množství hudebních skladatelů. Dále pak může být i klavírní kvarteto, které tvoří klavír, housle, viola a violoncello. Kvarteto fléten nebo lesních rohů; v jazzu například klavír, vibrafon, kontrabas, bicí nástroje.
Stejné označení kvartet pak v hudbě nese i jakákoliv hudební interpretace čtyř hudebníků nebo zpěváků, slovo se může objevit i názvu takovéto skupiny – např. Inkognito kvartet.

## Známá pěvecká kvarteta
- 4TET
- Settleři
- Yellow Sisters
- Inkognito kvartet
- 4 Tenoři